# Lajkovac
Lajkovac (in serbo Лајковац?) è una città e una municipalità del distretto di Kolubara nel nord della Serbia centrale.